# Republikanska fascistpartiet
Partito Fascista Repubblicano (it. Republikanska fascistpartiet, PFR), är en partibildning i Italien, organiserad av fascistledaren Benito Mussolini 1943 från det samma år upplösta Nationella fascistpartiet, som i förbund med kung Viktor Emanuel III avsatt honom och i praktiken sig själva genom en statskupp. Partisekreterare blev Alessandro Pavolini. Utöver de ursprungliga fascistiska idealen anammades antisemitiska och republikanska dogmer, huvudsakligen under påverkan av den tyska ockupationsmakten. Även demokratiska institutioner och ett proportionellt valsystem utlovades. I samband med Mussolinis död i april 1945 upplöstes rörelsen och av en snart tillsatt antifascistisk regering förbjöds fascisterna helt att utöva politisk verksamhet, vilket emellertid inte hindrade gamla och nya anhängare från att omorganisera sig i Movimento Sociale Italiano, Italienska sociala rörelsen, som 1946–1994 var representerat i den italienska deputeradekammaren, under 1970-talet som fjärde största partibildning.
PFR och Salòrepubliken har haft en högst polariserande effekt på italienska neofascister; av somliga anses den som ett blodbesudlat terrorvälde orsakat av den tyska ockupationsmakten och med nazismen, inte fascismen som ideologisk motor, av andra som arvtagare till den ursprungliga fascismens ideal mot den högervridning bort från republik och social revolution som ägt rum under det tidiga 1920-talet innan Mussolinis maktövertagande. Nämnvärt är att Salòrepubliken i Italien tenderar väcka samma motstånd som mot nazismen i Tyskland, medan den ursprungliga fascismen (1919–1943) till Mussolinis fall inte behandlas mycket mer kontroversiell än exempelvis Stormaktstiden i svensk historia. Mussolini avnjöt tidvis starkt folkligt stöd, något som inte anses gällande för den synnerligen mer brutala Salòregimen med bland annat förföljelser och avrättningar av judar och "gamla" fascister (bland andra Emilio De Bono och Galeazzo Ciano), något som vissa nyfascister menar har förstört eftervärldens bild av den ursprungliga fascismen och dess ideal.